# Stefan Kogler
Stefan Kogler (Hausham, 2 luglio 1981) è un ex sciatore alpino tedesco specialista dello slalom speciale.

## Biografia
Il primo risultato di rilievo nella carriera di Kogler, slalomista puro originari di Hausham e attivo in gare FIS dal dicembre del 1996, fu la vittoria della medaglia d'oro ai Mondiali juniores del 2001, tenutesi a Verbier, davanti ai due italiani Roman Gröbmer e Cristian Deville. Il 17 febbraio dello stesso anno esordì in Coppa Europa, a Bad Wiessee senza completare la prova, e quindi come campione mondiale juniores in carica partecipò di diritto alle finali della Coppa del Mondo 2001: l'11 marzo fece così il suo esordio nella competizione a Åre, senza finire la prima frazione di gara.
Nella stagione 2007-2008 in Coppa Europa conquistò gli unici due podi della sua carriera, due secondi posti ottenuti il 7 gennaio a Nauders e il 17 febbraio a Garmisch-Partenkirchen; a fine annata risultò 3º nella classifica di specialità. In Coppa del Mondo ottenne i primi punti con il 16º posto conquistato il 16 novembre 2008 a Levi; tale piazzamento sarebbe rimasto il migliore della carriera di Kogler nel massimo circuito internazionale. Nella stessa stagione fu convocato per i Mondiali di Val-d'Isere 2009, sua unica presenza iridata, dove non concluse la gara. Vinse la medaglia di bronzo nello slalom speciale ai Giochi mondiali militari di Valle d'Aosta 2010. Fu per l'ultima volta al cancelletto di partenza in Coppa del Mondo il 16 gennaio 2011 a Wengen, quando uscì nella prima manche, e si congedò dal Circo bianco disputando una gara locale a Fügen il 3 aprile seguente.

## Palmarès

### Mondiali juniores
- 1 medaglia:
  - 1 oro (slalom speciale a Verbier 2001)

### Coppa del Mondo
- Miglior piazzamento in classifica generale: 106º nel 2009

### Coppa Europa
- Miglior piazzamento in classifica generale: 12º nel 2008
- 2 podi:
  - 2 secondi posti

### Campionati tedeschi
- 6 medaglie[2]:
  - 2 ori (slalom speciale nel 2005; slalom speciale nel 2010)
  - 2 argenti (slalom speciale nel 2004; slalom speciale nel 2009)
  - 2 bronzi (slalom speciale nel 2002; slalom speciale nel 2007)